# طرق ربط الانترنت
الارتباط المتبادل هو ارتباط مشترك بين شيئين، ويشيع بين اثنين من المواقع لضمان حركة المرور المتبادلة. مثلا: أليس وبوب لهما مواقع على الإنترنت. إذا كان موقع بوب موصل بموقع أليس على الإنترنت، وموقع أليس موصل بموقع بوب على الإنترنت، إذن المواقع هي مرتبطة بشكل متبادل. يقدم اصحاب المواقع في كثير من الأحيان مواقعهم لأدلة تبادلِ الوصلةِ المشتركة، من أجل تحقيق أعلى الرتب في محركات البحث. الربط المتبادل بين المواقع هو جزء هام من عملية تحقيق أمثلية محرك البحث لأن محرك البحث جوجل يستخدم خوارزميات شعبية الربط (الذي يعرف بأنه عدد من الروابط التي أدت إلى صفحة معينة، والنص الأساسي للربط) لتصنيف المواقع للصلة بالموضوع.

## الارتباط ذو العلاقة
الربط ذو العلاقة مشتق من الربط المتبادل والذي يرتبط فيه موقع بموقع آخر ولكنه يحتوي فقط على محتويات متوافقة وذات صلة بالموقع المرتبط معه. الارتباط ذو العلاقة أصبح مهم جدا، لأن معظم محركات البحث الرئيسية، تشدد على الكمية، النوعية وفرز الروابط ذات الصلة بتقديرك..
تطور إصرار المحركات على أن تكون الروابط المتبادلة ذات علاقة لأن العديد من الطرق (الربط المتاح للجميع، تخدير الربط، الربط بين المحارم، الربط أكثر من اللازم، الربط متعدد الطرق)والمخططات الأخرى صممت لخداع محركات البحث بشكل لاأخلاقي عن طريق منح رتب الصفحة العالية بشكل غير مستحق و/أو تجعل الرتب للمواقع المتعهدة برسائل محركات البحث الدعائية.
على الرغم من أن المحركات حذرت مطورو الموقع لتفادي الربط المتاح للجميع، ومخططات الربط الشعبية، كما حذرت من تقديم موقعك إلى الآلاف من محركات البحث لان هذه الاستعمالات عادة ما تكون عديمة الجدوى والتي لا تؤثر على تصنيفك في النتائج الخاصة بمحركات البحث الرئيسية على الأقل، وليس في الطريقة التي من المرجح أن تنظر إلى أن تكون إيجابي.
كما أنها اتخذت خطوات استباقية للتعرف على مخططات الربط وتقليل نسبتها أو ازالة المواقع مؤشر استخدامها. هذا، بدوره، أدى إلى تطوير محركات البحث رابط متوافقة مع نظم إدارة المواقع مواتية للاستفادة من الاتجاه الصعودي للربط المتبادل دون تعريض أنفسهم وعلى المواقع المعرضة للخطر من دون قصد يعبرون إلى الجانب المظلم.

## الربط الثلاثي
الارتباط الثلاثي (موقع أ => موقع ب => موقع ج => موقع أ) هو نوع خاص للارتباط المتبادل. إن المحاولة في طريقة بناء الارتباط هو خلق مزيد من الروابط الطبيعية في أعين محركات البحث. قيمة الرابط في الروابط الثلاثية يمكن أن يكون أفضل من الرابط في الارتباط المتبادل العادي، والتي عادة ما يتم القيام به بين مجالين.

## الربط المزدوج (تبادل الرابط)
بديل للربط الآلي، وفيه يعلن الأعضاء عن المواقع التي يريدون ارتباط موقعهم بها، وبدوره في تقديم المعاملة بالمثل أو ثلاث وصلات طريقة العودة إلى المواقع التي تربط بينها. الارتباطات الناتجة عن مثل هذه الخدمات تخضع لمراجعة تحريرية.

## الربط الأحادي
الربط الأحادي هو مصطلح يستخدم بين مشرفي المواقع لطرق بناء الارتباط. هو ارتباط تشعبي يشير إلى موقع على شبكة الإنترنت من دون أي رابط متبادل، وهكذا يذهب الارتباط في اتجاه واحد. يتوقع العديد من الخبراء الاستشاريين الصناعة [من؟] أن هذا النوع من الارتباط من شأنه أن يكون أكثر طبيعية نظرت في أعين محركات البحث. الربط الأحادي يدعى أيضا بالارتباط القادم أو الارتباط المتجه إلى الداخل.
الوسيلة الفعالة لبناء هذا النوع من الربط الأحادي عن طريق توزيع المقالات من خلال مواقع المحتوى وأدلة المقالة. عموما هذه المقالات تحتوي على صندوق نبذة عن المؤلف حيث يحتوي على رابط أحادي يعود إلى وصلة المؤلف. عندما يستخدم الناشرين هذه المقالات، تلك الروابط الأحادية تساعد المؤلفين في زيادة رتبة صفحاتهم.

## الربط المتعدد الطرق
الربط متعدد الطرق هو أسلوب يستخدم لتعزيز موقع بموجبه المواقع قد خلق واحدة مماثلة وصلات الطريقة التي ينطوي كل 3 أو أكثر من المواقع الشريكة. يوفر هذا الموقع مع كل منهما في اتجاه واحد غير وصلة متبادلة. هذه التقنية قد تطورت من ربط المتبادل. أحدث خوارزميات البحث تطورت لعقد لصالح أقل نحو المواقع التي تحتوي على نسبة عالية من روابط متبادلة، وصالح العالي نحو المواقع التي تحافظ على مستوى عال من غير واردة، تقابل (طريقة واحدة) وصلات. كيفية تصفية المخططات المفرطة هي علاقة متبادلة حتى يجري ذكرها في براءات الاختراع ربط مكافحة البريد المزعج.
المتعددة الأجل الطريقة ببساطة يشير إلى حقيقة أن تبادل الارتباط بين 3 أو أكثر من المواقع، ولكن كل وصلة هي صيغة المفرد فقط مشيرا إلى واحدة أخرى على الإنترنت. وسائل أخرى للربط التي قد تزيد وجودكم على الشبكة يمكن أن تشمل أيضا طرق أخرى غير مباشرة مثل تحميل الصور، والفيديو، والمحتوى أو آر إس إس من الشركاء في الموقع الثالث.

## حملة وصلة
حملات وصله هي شكل من أشكال التسويق على الانترنت وجنوب شرقي أوروبا. والأعمال التي تسعى إلى زيادة عدد زوار موقعها على شبكة الإنترنت يمكن أن نسأل عن شريك استراتيجي ليالي، والمنظمات المهنية وغرف التجارة، والمورد ليالي، والعملاء ليالي لإضافة وصلات من مواقعها على شبكة الإنترنت. حملة الارتباط قد تنطوي على الروابط المتبادلة جيئة وذهابا بين المواقع ذات الصلة، ولكنها لا يجب أن تتطلب المعاملة بالمثل من الروابط.

## يربط بين المحارم
سفاح المحارم هو إستراتيجية تربط بين كبار المسئولين الاقتصاديين والمستخدمة من قبل مسؤول الموقع الشبكي لتعزيز مجموعة من مواقعها الخاصة على الإنترنت، أو تلك من أصدقائه المقربين.
نظرا لهيمنة السوق عن طريق محرك البحث غوغل، والكامنة وراء الموقع والتكنولوجيا، والمواقع التي تعتبر أكثر أهمية إذا كان لديهم أعداد كبيرة من وصلات إلى الداخل. إذا كانت تلك هي أيضا وصلات إلى الداخل تحتل مرتبة عالية من المواقع على شبكة الإنترنت، وسوف يعزز موقع على شبكة الإنترنت كذلك. مع اتخاذ المتابعة من المدونات ومواقع الشبكات الاجتماعية مثل ماي سبيس، وهذا أدى في الكثير من المواقع التي ترتبط ببعضها البعض بشكل مصطنع ويمكن تحسين ترتيب موقع على شبكة الإنترنت دون الجدارة، أي من دون مضمون أو قيمة فريدة من نوعها.
عند هذه المواقع ليست مملوكة لها مباشرة، هذا ويشار إلى زمرة على شبكة الإنترنت.

## Overlinking
Overlinking في صفحة ويب أو نص آخر تشعبيا هو سمة وجود الكثير من الارتباطات التشعبية.
تتميز الحمى القرمزية بما يلى:
- وهناك نسبة كبيرة من الكلمات في كل جملة يتم تقديم وصلات.
- وصلات لديها القليل من المعلومات عن محتوى، مثل ربط في سنوات محددة، مثل عام 1995، لا لزوم لها أو الربط بين الكلمات الشائعة التي تستخدم في طريق عام، والتي يمكن للقارئ أن من المتوقع أن نفهم المعنى الكامل للكلمة في السياق، ودون أي مساعدة التشعبي.
- وهناك صلة لأي مصطلح واحد هو مفرط المتكررة في المادة نفسها. «المفرط» عادة ما يكون أكثر من وصلة واحدة لنفس المدة في سطر أو فقرة، لأنه في هذه الحالة واحد أو أكثر روابط مكررة من المؤكد تقريبا ثم تظهر داع على مشاهد الشاشة.

## Underlinking
الأضداد من overlinking تعتبر لاغية وربط underlinking، التي هي الظواهر التي تشعبية يتم تخفيض هذه الدرجة من أجل إزالة جميع المؤشرات إلى احتمال السياق، هناك حاجة لفترة غير عادية في المنطقة، حيث نص على المدى يحدث. Underlinking النتائج القارئ كلما واجه مصطلح غريب في مقال (ربما ليس للمرة الأولى)، ويريد أن استعرض بإيجاز بعمق أكبر في تلك المرحلة، لكنه لا يستطيع دون بحث واسع النطاق من هذه المادة لمدة (ربما غير موجودة) مثلا لمصطلح مرتبط.
الحالة القصوى من underlinking هو طريق مسدود صفحة، صفحة لا علاقة على الإطلاق. خبراء سهولة الاستخدام تثبيط صنع القتلى صفحات الغاية.
Underlinking كما يحدث عند استخدام صفحات الويب نوفولو السمة نوفولو لمنع محركات البحث من النظر في هذه الروابط عند تنفيذ ربط التحليل، وترجيح أو ترتيبها. ويكيبيديا هي مثال معروف لهذا النوع من underlinking. [بحاجة لمصدر]

## ارتباط تعاطي المنشطات
المنشطات وصله يشير إلى الممارسات والآثار المترتبة على دمج عدد كبير من وصلات لا مبرر له على موقع على الإنترنت، في مقابل روابط متبادلة. تستخدم أساسا عندما تصف ليالي بلوق، ربط المنشطات وعادة ما يعني أن يكون الشخص وصلات إلى مواقع انه أو انها لم تزر، في مقابل الحصول على مكان في موقع والمدونات، لغرض وحيد هو تضخيم شعبية واضحة له أو لها على شبكة الإنترنت. منذ خوارزمية البحث ليالي العديد من الدلائل على شبكة الإنترنت ومحركات البحث تعتمد على عدد من وصلات إلى موقع على شبكة الإنترنت لتحديد مدى أهمية أو تأثير، ويمكن ربط نتيجة تعاطي المنشطات في أحد المواضع العالية أو الترتيب لموقع المخالف.
تستخدم في الأصل في مقال نشر في مجلة لقب وعلى Blogcritics.org، وقد تم ربط المنشطات الخلط بينه وبين الممارسة المتصلة التوصيل المفرطة، والمعروف أيضا ب «الزنى وصلة». في حين أن اثنين من عبارات قد تكون تستخدم بالتبادل لوصف الربط لا مبرر له، المنشطات الارتباط يحمل دلالة إضافية بتعمد السعي إلى تحقيق مستوى معين من النجاح للموقع واحد دون أن يكون حصل ذلك من خلال العمل الجاد (كرياضي المتوسط على المنشطات قد أداء أفضل من رياضي موهوب بطبيعة الحال ليس على عقاقير لتحسين الاداء).

## مجانا للجميع ربط
ومجانية للجميع (فا) ارتباط صفحة صفحة على شبكة الإنترنت هو اقامة ظاهريا لتحسين محرك البحث التنسيب من موقع معين على شبكة الإنترنت. وسوف تستخدم عادة مشرفي البرامج لمكان وجود صلة لموقعهم على مئات المواقع التابعة، على أمل أن الارتباطات الناتجة الواردة سيزيد من ترتيب مواقعهم في محركات البحث. كبار المسئولين الاقتصاديين والخبراء في التقنيات لا تضع قيمة كبيرة على FFAs. أولا، معظم FFAs فقط الحفاظ على عدد صغير من وصلات لفترة قصيرة، قصيرة جدا لمعظم محركات البحث لالتقاط. الثانية، وارتفاع «الإنسان» المواقع التابعة لحركة المرور تماما تقريبا مشرفي المواقع الأخرى لزيارة الموقع مكان صلاتهم الخاصة بها يدويا. أخيرا، خوارزميات محرك البحث إحصاء ما يزيد على أرقام الارتباط، كما أنها تحقق الصلة التي لا علاقة لها روابط على المواقع التابعة لم يكن لديك. عيب آخر لFFAs هو مقدار المزعج البريد الإلكتروني وسيتلقى أصحاب المواقع من أعضاء الاتحاد الأسترالي. باستخدام وكالة مصائد الأسماك يمكن اعتباره شكلا من أشكال سبامديكسينغ.

## وصلة شعبية
وصلة شعبية هي قياس لكمية ونوعية المواقع الأخرى التي وصلة إلى موقع معين على الشبكة العالمية. انها مثال على هذه الخطوة عن طريق محركات البحث نحو خارج الصفحة، معايير لتحديد نوعية المحتوى. من الناحية النظرية، فإن خارج صفحة معايير يضيف جانبا من الحياد إلى تصنيفات محرك البحث. وصلة شعبية تلعب دورا هاما في تسليط الضوء على موقع على شبكة الإنترنت من بين أعلى نتائج البحث. في الواقع، بعض محركات البحث تتطلب ما لا يقل عن واحد أو أكثر الروابط القادمة لموقع على شبكة الإنترنت، وإلا فإنها سوف تسقطها من المؤشر.
محركات البحث مثل غوغل استخدام خاص ربط تحليل نظام لتصنيف صفحات الويب. مقتبسات من الكتاب على شبكة الاتصالات العالمية الأخرى التي تساعد في تحديد موقع سمعة. فلسفة شعبيته هو أن المواقع المهمة سيؤدي إلى جذب العديد من الروابط. محتوى مواقع الفقراء سوف يجدون صعوبة في اجتذاب أي صلة بينهما. وصلة شعبية يفترض أن ليس كل روابط واردة على قدم المساواة، كما وجود صلة واردة من دليل رئيسي يحمل وزنا أكبر من وجود صلة واردة من يحجب الشخصي صفحة. وبعبارة أخرى، فإن نوعية التهم روابط واردة أكثر من الأعداد الهائلة منهم.

## الطعم وصلة
الطعم وصله هو أي محتوى أو ميزة داخل موقع على شبكة الانترنت أن ما الطعم المشاهدين لوضع وصلات لأنها من مواقع أخرى. مات كتس يعرف أي شيء عن ربط الطعم «مثير للاهتمام بما فيه الكفاية لجذب انتباه الناس.»  الطعم وصله يمكن أن يكون شكلا من تسويق قوية للغاية كما هو الحال في الطبيعة الفيروسية.

### ربط الطعم في محرك البحث الأمثل
كمية ونوعية من الداخل وصلات هما من العديد من المقاييس التي يستخدمها محرك البحث خوارزمية الترتيب لترتيب موقع على شبكة الإنترنت. ربط الطعم خلق يندرج في إطار مهمة لبناء وصلة، ويهدف إلى زيادة كمية ونوعية عالية، والروابط ذات الصلة على موقع على شبكة الإنترنت. جزء من linkbaiting الناجح هو استنباط مصغرة حملة علاقات عامة حول الإفراج عن الطعم ربط المادة بحيث المدونين ومستخدمي وسائل الاعلام الاجتماعية ويتم توعية ويمكن أن تساعد في تعزيز قطعة في وقت واحد. وسائل الاعلام الاجتماعية حركة المرور يمكن أن تولد قدرا كبيرا من وصلات إلى صفحة واحدة على شبكة الإنترنت. المستدامة ربط الطعم متأصل في نوعية المحتوى.

### أنواع الارتباط الطعم
رغم عدم وجود واضح التقسيمات الفرعية داخل ربط الطعم، وكثير [من؟] محاولة لتقسيمها إلى أنواع من السنانير. هذه هي قائمة قصيرة من بعض النهج الأكثر شيوعا مع وصف مختصر:
- إعلامية السنانير -- توفير المعلومات أن القارئ قد تجد من المفيد جدا. بعض النصائح والحيل نادرة أو أي من خلال تجربته الشخصية التي يمكن أن تستفيد من القراء.
- أخبار السنانير -- تقديم معلومات جديدة والحصول على المراجع والروابط مع انتشار انباء.
- النكتة السنانير -- أخبر قصة مضحكة أو نكتة. صورة غريبة من الموضوع الخاص بك أو الاستهزاء الرسوم يمكن أيضا أن يكون الطعم الارتباط.
- الشر السنانير -- تقول شيئا أو لا تحظى بتأييد شعبي يعني كما قد تسفر عن الكثير من الاهتمام. الكتابة عن شيء غير جذابة عن منتج أو مدون شعبية. توفر أسباب قوية لذلك.
- أداة السنانير -- احدث نوعا من أداة يمكن أن يكون مفيدا يكفي ان يكون الناس الارتباط به.
- الحاجيات السنانير -- شارة أو الأداة، التي يمكن وضعها أو المضمنة في مواقع أخرى، مع وصلة المدرجة.

## منتدى ربط التوقيع
منتدى ربط التوقيع هو أسلوب يستخدم لبناء خلفية لموقع على شبكة الإنترنت. هذه هي عملية استخدام المجتمعات التي تسمح للمنتدى تشعبية الصادرة في توقيع الأعضاء. هذا يمكن أن يكون وسيلة سريعة لبناء الداخل وصلات لموقع على شبكة الإنترنت، بل يمكن أيضا أن تنتج بعض استهداف الحركة إذا كان الموقع هو ذات الصلة بموضوع المنتدى. تجدر الإشارة إلى أن المحافل باستخدام السمة نوفولو الفعلي لن يكون لها أي قيمة محرك البحث الأمثل.

## وسيط وصلة
وقال سمسار الارتباط هي إحدى الشركات التي تسمح لك لشراء أو استئجار الروابط. شركات السمسرة وصله وظيفة في عدة طرق مختلفة ولكن كل تقدم نفس الخدمة: بيع أو تأجير لك الروابط. نوعية المواقع، والروابط التي يبيعونها والأسعار تختلف اختلافا كبيرا، كما هو الحال بالنسبة للآثار تلك الصلات يمكن أن يكون في محركات البحث.

## وصلة للمكفوفين
بعض الروابط التي أنشئت لقصد إخفاء الوجهة النهائية للارتباط حتى المستخدم النقر على ذلك. انها أنجزت عن طريق إعادة التوجيه (ربما عنوان تقصير الخدمة) أو العميل جافا سكريبت الجانب. وصلات للمكفوفين تستخدم عادة لأسباب خادعة أو الدعاية، وهي الأكثر ارتباطا TGPs وRickrolling.

## بلوق تعليقات
ترك التعليق على بلوق يمكن أن تؤدي إلى ذات الصلة لا تتبع رابط للفرد على شبكة الإنترنت. أكثر من مرة ولكن ترك التعليق على بلوق يتحول إلى أي اتبع الارتباط، والتي تكاد تكون عديمة الجدوى في نظر محركات البحث مثل غوغل وياهو. من ناحية أخرى، فإن معظم التعليقات بلوق الحصول على النقر على من القراء من بلوق إذا كان التعليق هو مدروسة وتتعلق مناقشة كمنترس الأخرى وظيفة على بلوق.